# 4090 Říšehvězd
4090 Říšehvězd este un asteroid din centura principală, descoperit pe 2 septembrie 1986, de Antonín Mrkos.